# Алберик II од Сполета
Алберик II од Сполета (912-954) је био владар Рима од 932. до 954. године.

## Биографија
Албертова мајка била је Марозија, љубавница папе Сергија III. Отац му је био Марозијин први муж, Алберик I од Сполета, гроф Тускулума. Након смрти Марозијиног другог мужа, Гвида од Тускулума, Марозија договара склапање брака са његовим братом Игом. Она је Игу обезбедила подршку папе Стефана VII те је он крунисан за краља Италије. Међутим, Марозијин син Алберик окренуо се против Ига. Успео је заробити мајку и њеног новог мужа убрзо после венчања. Иго је успео да се избави из Рима, али је Марозија до краја живота остала у тамници. Умрла је 936. године. Алберик је био господар Рима до своје смрти 954. године. Утицао је на извор нових папа. Након смрти папе Стефана и свргавања Марозије и Ига, на папску столицу дошао је Албериков брат Јован XI. Јованов понтификат трајао је до 936. године када је умро. Нови папа, Лав VII, такође постављен од стране Алберика, посредовао је у измирењу Ига и Алберика. Измирење је гарантовано браком између Игове ћерке Алде и Алберика. Међутим, мир није био успостављен. Иго је 940. године предузео опсаду Рима, након што је атентат кога је организовао против Алберика завршен неуспехом. Опсада Рима такође је завршена неуспехом. Постављањем својих изабраника Алберик је желео обезбедити свој утицај на папство. Алберик је папама које је постављао оставио надлежност над чисто црквеним питањима, док се сам бавио административним аспектима папства. Папа Марин II и папа Агапије II такође су постављени од стране Алберика. Алберик је умро 954. године.
Алберик је био ожењен Алдом, ћерком италијанског краља Ига. Она му је родила сина Грегорија I од Тускулума. Алберик је имао још једног, ванбрачног сина, са непознатом љубавницом. Његово име било је Октавије, а касније ће бити познат као папа Јован XII (955-964).